# Canadian International School of Hong Kong
Die Canadian International School of Hong Kong (CDNIS, 香港加拿大國際學校) ist eine internationale Schule in Aberdeen, Hongkong. Die 1991 gegründete Schule bietet über 1800 Schülern aus mehr als 40 Ländern eine Ausbildung von der ersten bis zur zwölften Klasse.

## Schulprofil
Die CDNIS ist eine von sieben International Baccalaureate (IB) World Schools in Hongkong, die drei IB-Programme anbieten dürfen: das Diploma Programme (DP), Middle Years Programme (MYP) und Primary Years Programme (PYP). Zusätzlich zum IB-Diplom-Programm können die Schüler nach ihrem Abschluss auch das Ontario Secondary School Diploma erwerben. Die Unterrichtssprache ist Englisch, wobei Hochchinesisch, Französisch und Spanisch als zweite Sprache unterrichtet werden. Darüber hinaus unterstützt das Early Years Programme jetzt zwei Unterrichtsrichtungen: Bilingual und International. Im bilingualen Zweig erhalten die Schüler gleichermaßen Unterricht in Hochchinesisch und Englisch. Im internationalen Zweig liegt der Schwerpunkt auf Englisch mit einem Teil des Unterrichts in Hochchinesisch. Das bilinguale Programm soll im Schuljahr 2022 sowohl in der ersten als auch in der zweiten Klasse beginnen, während das Vorbereitungsprogramm im Schuljahr 2023 mit dem bilingualen Programm beginnen wird. Die Schulleiterin ist Jane Camblin. Die Schule feierte im Schuljahr 2016–2017 ihr 25-jähriges Bestehen. Die Schule erhielt 2018 die volle IB-Wiederzulassung und 2018 die volle CIS/WASC-Akkreditierung. Im Sommer 2019 installierte die Schule 349 Solarpaneele auf zwei Dächern der Schule. Damit ist die Photovoltaikanlage der CDNIS die größte Solaranlage einer Schule auf Hong Kong Island.

## Unterstufe
Die Schüler der Klassen 1 bis 5 sind Teil der Unterstufe und machen etwas mehr als 60 % der Schülerschaft aus. Die Schüler der Early Years 1 und Early Years 2 besuchen die Schule entweder am Vormittag oder am Nachmittag, während die Schüler der Prep bis Grade 5 ganztags zur Schule gehen.
Schon Drei- und Vierjährige besuchen die halbtägigen Programme Early Years 1 und Early Years 2, die eine Einführung in das Schulleben bieten sollen. Während das International Baccalaureate Primary Years Programme (PYP) offiziell ab Early Years 1 verwendet wird, nehmen die Schüler auch am regulären Unterricht in Hochchinesisch, darstellenden Künsten und Sport teil, der von Fachlehrern erteilt wird. Im August 2019 hat die Schule ihr Early Years Environment (EYE) eingeweiht, eine eigens für die jüngsten Schüler der Schule geschaffene Umgebung.

## Oberstufe
Die Oberstufe besteht aus Schülern der Klassen 6 bis 12 und ist mit etwas mehr als 820 Schülern eingeschrieben (Stand 2014), was knapp 40 % der Schülerschaft ausmacht. Die Schüler der Klassen 5–9 nehmen am Middle Years Programme (MYP) teil, während die Schüler der Klassen 10–12 am Diploma Programme (DP) teilnehmen.
Ab August 2020 begann CDNIS das Middle Years Programme (MYP) in Klasse 6.
CDNIS hat einen der größten DP-Jahrgänge in Hongkong. 99 % der 110 Schüler der Class of 2020, der 10. Jahrgang von IB-Absolventen, erhielten das IB-Diplom. Zwei Schüler erhielten die Höchstpunktzahl von 45 von 45 Punkten, während 41 Schüler eine Punktzahl von 40 oder mehr erreichten. Der Durchschnitt der IB-Punkte der Klasse 2020 lag bei 38 Punkten. Im Jahr 2021 erhielten sechs Schüler die Höchstpunktzahl von 45, während 54 Schüler eine Punktzahl von 40 oder mehr erreichten und 10 Schüler eine Punktzahl von 44 erreichten; dreizehn Schüler erhielten das IB Bilingual Diploma. Der Klassendurchschnitt von 2021 lag bei 40 Punkten.

## Geschichte
Die Canadian International School of Hong Kong wurde 1991 von einer Gruppe in Hongkong lebender Kanadier gegründet, die sich ehrenamtlich für den Aufbau einer internationalen Schule mit kanadischem Lehrplan einsetzten. Als die Schule für die ersten 81 Schüler ihre Türen öffnete, befand sich der Schulcampus in einem kleinen gemieteten Gebäude in Causeway Bay. Die Schule wuchs weiter und erreichte 1999 ihr Ziel, eine durchgängige Ausbildung von der Vorschule bis zur Oberstufe (12. Klasse) anzubieten. Ihre ersten Absolventen feierte die Schule am Ende des Schuljahres 1998/1999. Im Laufe des Schuljahres 1999 zog die Canadian International School an ihren heutigen Standort in Aberdeen um, ein Gebäude, das architektonisch im typisch kanadischen Stil und Geist gestaltet wurde. CDNIS war und ist bis heute eine gemeinnützige Organisation.

### Bau des Campus Aberdeen

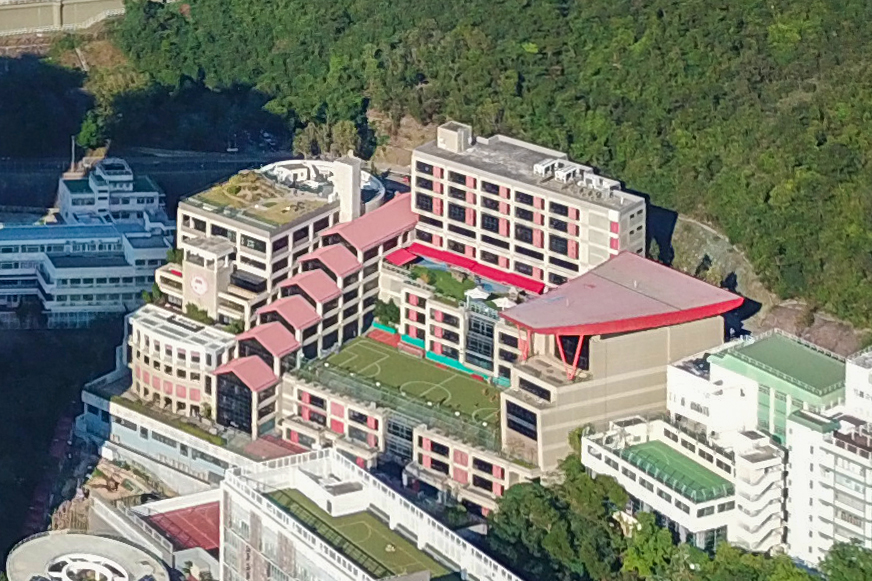
Rückwärtige Ansicht der Schule aus der Luft (2018)

Der von dem kanadischen Architekten Norman Grey-Noble entworfene Schulcampus wurde in drei Hauptphasen über einen Zeitraum von mehreren Jahren errichtet. Die erste Phase, die oft als Hauptgebäude bezeichnet wird und überwiegend von der Oberstufe genutzt wird, umfasst die Stockwerke eins bis neun und wurde 1999 fertiggestellt. Hinzu kommen zahlreiche Klassenräume auf allen Etagen mit Ausnahme des ersten Stocks. Ein Schwimmbad befindet sich im ersten Stock, zwei Sporthallen und ein Außenspielplatz im dritten Stock, ein Designstudio, die Hauptcafeteria der Schule und eine weitere Außenspielfläche, die mit Kunstrasen bedeckt ist, im sechsten Stock und das Schulsekretariat befindet sich im neunten Stock.
Der zweite Bauabschnitt, der 2002 fertig gestellt wurde, wird hauptsächlich von der Unterstufe genutzt und umfasst die Stockwerke neun bis 14. Neben zahlreichen Klassenzimmern befinden sich in diesem Bereich auch die Schulbibliothek, ein Wissenschafts- und Innovationslabor (The Hive), ein überdachter Spielplatz im 11. und eine weitere Cafeteria im 12 Stock. Die dritte Phase, das Leo Lee Arts Centre (LLAC), wurde im Frühjahr 2008 fertiggestellt. Das LLAC ist eine 100 Millionen HK$ teure Einrichtung mit einem Auditorium mit 604 Plätzen und Unterrichtsräumen für Musik, Theater, Tanz und bildende Kunst. Die vierte Phase umfasst den grünen Dachgarten und das chinesische Kulturzentrum, die im August 2015 fertiggestellt wurden. Im August 2019 schuf die Schule das Early Year Environment (EYE) und installierte 349 Solarzellen, um die zweitgrößte Photovoltaikanlage auf Hongkong Island zu schaffen. Nach dem Sommer 2020 weihte die Schule ihre neu renovierte Hauptcafeteria und ihre neu renovierten Räume für die Schüler der Klassen 5 und 6 im Rahmen des Transition Years Programme ein.